# موولتون (آیووا)
موولتون (به انگلیسی: Moulton) شهری در ایالت آیووا کشور ایالات متحده آمریکا است که جمعیت آن در سرشماری سال ۲۰۱۰ میلادی، ۶۰۵ نفر بوده‌است.